# عبد الحميد اللاهوري
عبد الحميد لاهوري كان رحّالة ومؤرخًا في القرن السابع عشر أثناء حكم السلطان المغولي شاه جهان، والذي أصبح لاحقًا مؤرخًا لبلاطه. كتب كتاب بادشاه نامه، وهو السجل الرسمي لعهد شاه جهان. وقد وصف حياة شاه جهان وأنشطته خلال العشرين عامًا الأولى من حكمه في هذا الكتاب بتفصيل كبير. منعته أمراض الشيخوخة من الاستمرار في العقد الثالث، والذي سجله فيما بعد محمد وارث، تلميذه.

## سيرته
لا يُعرف الكثير عن تفاصيل سيرة عبد الحميد اللاهوري، باستثناء أنه كان من مسلمي بنجاب [الإنجليزية]، وُلد ونشأ في لاهور، ومن هنا جاءت نسبته باللاهوري.
تعتبر المجموعة المختصرة لرسائل عبد الحميد مع مقدمته من أعماله المبكرة. في سن متقدمة، تقاعد عبد الحميد إلى باتنا، حيث استدعاه شاه جهان لكتابة السجل الرسمي لحكمه بناءً على توصية وزيره الأعظم نواب سعد الله خان [الإنجليزية]، حيث أراد الإمبراطور شخصًا يمكنه محاكاة أسلوب أكبر نامه لأبي الفضل الذي كان معجبًا به بشدة. بدأ عبد الحميد عمله في عام 1642، وأكمل المجلدين الأولين بحلول عام 1648. أجبره التقدم في السن على التوقف عن الكتابة وإسناد العمل المتبقي إلى تلميذه محمد وارث (ت. 1680)، الذي أكمل بادشاه نامه. توفي في 14 أيار 1654، كما سجله محمد صالح كمبة في مصنفه، وهو كاتب آخر في البلاط.

## تاج محل
بُني تاج محل، النصب التذكاري ذو الشهرة العالمية، واكتمل بناؤه بحلول نهاية عام 1653 أو أوائل عام 1654 في القرن السابع عشر. لذلك، فإن الذكرى السنوية الـ 350 لتاج محل حدثت في الواقع حوالي عام 1994. لقد عمل أكثر من 20 ألف عامل لسنوات عديدة لبناء تاج محل المهيب بأربعة مآذن رفيعة. وقد بناه السلطان المغولي شاه جهان في ذكرى زوجته الثانية، الإمبراطورة ممتاز محل، التي توفيت أثناء الولادة. يكتب المؤرخ الرسمي لشاه جهان عبد الحميد أن البناء بدأ بعد ستة أشهر من وفاة زوجة السلطان ممتاز محل والتي كانت في 17 حزيران 1631.
ويطلق عبد الحميد أيضًا على القطع الزجاجية في شيش محل في قلعة أجرا اسم "شيش حلبي" نسبةً للميدينة العربية حلب (سوريا) والتي كانت المركز الرئيس لتصنيع هذه القطع الزجاجية. ولبناء أساس قوي لهذا الضريح العظيم المعروف باسم تاج محل، وُضعَت شبكة من الآبار على طول خط النهر، ومُلئَت الآبار بالحجارة والمواد الصلبة الأخرى.

## أعماله
- Lahori، Abdul Hamid (1868). Badshahnamah of Lahori, Vol. 1 (Original text). College Press Calcutta.
- Lahori، Abdul Hamid (1868). Badshahnamah of Lahori, Vol. 2, Bibliotheca Indica (Original text). College Press Calcutta.
- Lahori، Abdul Hamid؛ tr. by Henry Miers Elliot (1875). Badshanama of Abdul Hamid Lahori. Hafiz Press, Lahore.
- Bádsháh-Náma of 'Abdu-L Hamíd Láhorí Packard Humanities Institute

## قراءة إضافية
- Baburi، Saqib (2012). "ʿAbd al-Ḥamīd-i Lāhawrī". في Fleet، Kate؛ Krämer، Gudrun؛ Matringe، Denis؛ Nawas، John؛ Rowson، Everett (المحررون). Encyclopaedia of Islam, THREE. Brill Online. ISSN:1873-9830. {{استشهاد بموسوعة}}: الوسيط |ref=harv غير صالح (مساعدة)
- Eaton، R. M. (1982). "ʿAbd-al-Ḥamīd Lāhūrī". في Yarshater، Ehsan (المحرر). Encyclopædia Iranica, Volume I/1: Āb–ʿAbd-al-Hamīd. London and New York: Routledge & Kegan Paul. ص. 112. ISBN:978-0-71009-090-4.

## روابط خارجية
- بادشاهنامة (كتاب عبد الحميد لاهوري الذي كتبه في عامي 1656-1657) على موقع Royal Collection Trust